# Rialb (Queralbs)
Rialb és una entitat de població del municipi de Queralbs a la comarca del Ripollès. En el cens del 2005 no tenia cap habitant inscrit. Rialb fou creat arran de les explotacions mineres de la zona. Era l'estació d'emmagatzemament del mineral que arribava per tren des de la Farga de Queralbs, i a més hi havia les oficines de l'empresa explotadora. La línia de ferrocarril miner era del tipus Decauville. Al construir la línia del Cremallera de Núria, es van aprofitar 900 metres d'una esplanació ja realitzada a canvi de fer una concessió en forma de baixador del tren Cremallera a Rialb. Aquest baixador és de parada facultativa acordada amb el personal del tren. Encara es poden veure les restes del túnel del ferrocarril miner sobre el túnel de Rialb per on passa actualment el Cremallera i sota les Coves de Rialb.
Avui, les edificacions de Rialb estan renovades i són una residència privada i hostal. És situat al marge dret del Freser i al costat de la carretera de Ribes de Freser.